# グローバルゲームジャム
グローバルゲームジャム（英: Global Game Jam）は年に一回、世界各地で同時開催されるゲームジャムである。Nordic Game Jam から影響を受け、 国際ゲーム開発者協会(IGDA) Education SIG が「革新・協力・実験」をテーマに、2009年1月30日から2月に1日かけて初開催した。発起人はスーザン・ゴールド、イアン・シュライバ、ゴルム・レイである。各会場では限られた時間の中で、参加者が開発のアイデアを集め、小規模なチームを形成し、創造的で革新的な新しいゲームを世界中の人やコミュニティに発表している。2021年1月にはオンラインイベント形式で、104カ国、585箇所のバーチャルサイトで開催され、28000人が参加し、6000個以上のゲームが開発された。
2013年からGGJはGlobal Game Jam, Incによって運営されている。またグローバルゲームジャムは登録商標である。

## 参加者
グローバルゲームジャムには未経験者から熟練者、多種多様な分野の人が参加する。プロのゲームクリエイターから学生、デザイナまで誰でも参加することができる 。ゲームジャムが始まると、参加者はゲームのアイデアを共有して、互いのアイデアを衝突しあい、一緒に作るプロジェクトチームを形成する。2010年に日本国内の大学としては初めて東京工科大学が参加した。

## イベントの流れ

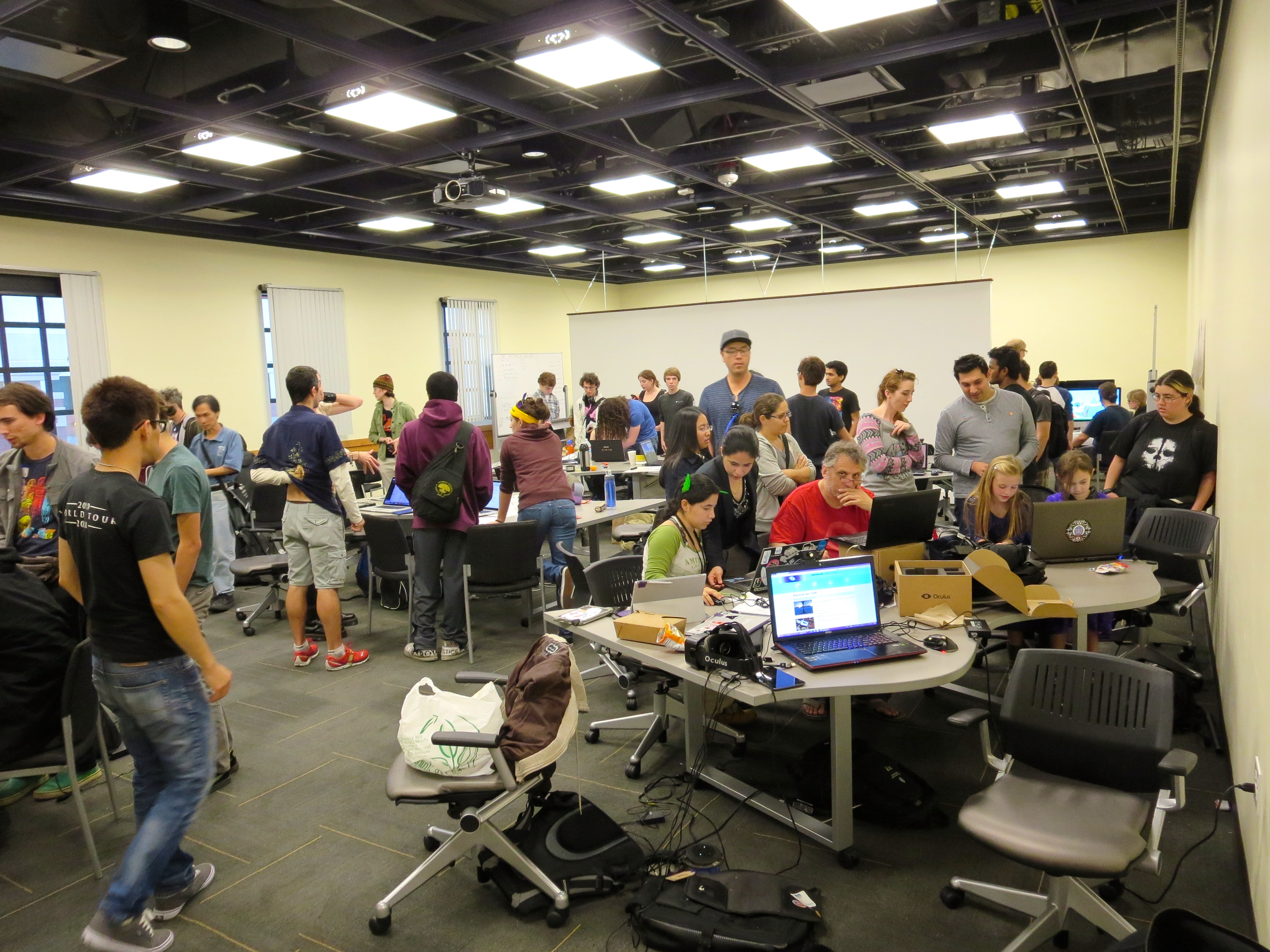
グローバルゲームジャム会場風景(2015年 ロサンゼルス)

ゲームジャムでは一定の要件を満たす会場を用意する必要がある。参加者全員がインターネットにアクセスでき、IDEなどの開発に必要なものが手に入る事が必須である。また事前に設置してあるもの、主催者、近くの飲食店、開場時間、所持品のセキュリティも考慮しておく必要がある。
グローバルゲームジャムは会場がある場所の現地時間に従って、48時間連続して行われる。午前5時に開始し、2日後の午後5時に終了する。推奨されるスケジュールでは企画発表や開発段階の区切りがある。また最終日の開発は午後3時で終わり、その後は他のチームと制作物についてのプレゼンテーションを行う。しかしながら、このようなスケジュールに沿ってない会場も存在する。
イベントが開始しテーマ(例:2011年「Extinction」等)が与えられると参加者は、このテーマに関連した事を様々な方法で考えられたゲームの作成を行う。また参加者には Diversifiers といった、追加課題のリストが与えられる。これらはゲーム設計に独自性や様々な制限を加え、創造的な開発を行えるようにしている。例えば、「Both Hands Tied Behind My Back」はプレイヤの手を使わずにプレイできるように設計されている。また「Picasso Lives」はキュビズムスタイルのゲーム芸術になっている。

## 過去のイベント
最初のグローバルゲームゲームジャムは、2009年1月30日から2月1日にかけて全世界53カ所、1650人の参加者が370個のゲームを作成した。
2010年の第二回では飛躍的に大きくなり、138カ所、4300人の参加者が900個のゲームを作成した。
2011年は1月28日から30日にかけて開催され、6500人が集まり169カ所1500以上のゲームがされた。
2012年は1月27日から29日に、世界47カ国の242カ所で10684人以上の参加があった。また作られたゲームは2209個。同年3月2日に世界で最も大きなゲームジャムとしてギネス世界記録に登録された事を発表した。
2014年は1月24日から26日にかけて、73カ国485カ所で開催された。
2021年は新型コロナウイルス感染症（COVID-19）感染拡大に伴い、初のオンラインイベント形式で開催された。

## イベントテーマ
- 2009年 - 「As long as we have each other, we will never run out of problems」(ずっと一緒にいる限り、問題は決して尽きはしない)
- 2010年 - 「The rain in Spain falls mainly on the plain」(「スペインの雨は主に平原に降る」) と 「Deception」 (「欺く、惑わす」)
- 2011年 - 「Extinction」(破滅、消える)
- 2012年 - 「ウロボロス」[16]
- 2013年 - 「心臓の鼓動音」[17]
- 2014年 - 「We don't see things as they are, we see them as we are.」 [18]( 私達は物事をあるようには見ないで、私達が在るように見ている。)
- 2015年 - 「What do we do now?」[19](今何をしてるの?)
- 2016年 - 「Ritual」(儀式)
- 2017年 - 「Waves」(波)
- 2018年 - 「Transmission」(送信)
- 2019年 - 「What home means to you」(あなたにとって家とは？)
- 2020年 - 「Repair」(修復)
- 2021年 - 「Lost & Found」(遺失物取扱所)

## 知的財産
ゲーム制作中に作られたものは、自由なライセンスである、クリエイティブコモンズ 表示 - 非営利 - 継承 4.0のもとで配布される。また知的財産権は各々の製作者に帰属されるので、グローバルゲームジャムはゲームの製品化にも活用されている。これらの仕組みとライセンスによって、グローバルゲームジャムのWebサイトでは全てのゲームがソースコード等と一緒に保存されている。

## 教育
このイベントによる教育効果も期待され、欧米のゲーム関連企業の中には社内でのゲームジャムを奨めているものもあり、あるゲームデザイナーは「24時間とか48時間のゲームジャムは、短い間にアイデアを出して意思決定をする訓練として適切だ」と述べている。日本国内においてもグローバルゲームジャムへの参加を含めた教育内容が、2010年度の文部科学省の産学連携による実践型人材育成事業に採択されるなどしている（採択事業名は「ゲーム産業における実践的OJT/OFF-JT体感型教育プログラム」）。